# سیارک ۶۴۱۶
سیارک ۶۴۱۶ (به انگلیسی: 6416 Nyukasayama، نامگذاری:1993VY3) شش هزار و چهارصد و شانزدهمین سیارک کشف شده‌است که در ۱۴ نوامبر ۱۹۹۳ کشف شد.
قدر مطلق سیارک برابر ۱۳٫۰۰ است.